# تحریک جریان مستقیم درون‌جمجمه‌ای

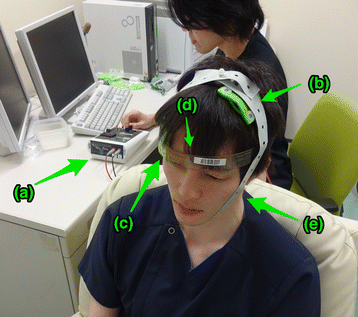
تحریک جریان مستقیم درون‌جمجمه‌ای

تحریک جریان مستقیم فرا جمجمه‌ای (tDCS)
در تحریک الکتریکی فراجمجمه‌ای، یک جریان بسیار ضعیف تا حدود ۲ میلی‌آمپر با استفاده از الکترودها از سر عبور می‌کند و عبور این جریان باعث تغییر در فعالیت نورون‌ها (neurostimulation)می‌شود. اعمال این جریان می‌تواند به شکل جریان مستقیم(tDCS)، متناوب (tACS)و یا نویزی(tRNS) باشد.
این دستگاه برای کمک به بیماران با صدمات مغزی مانند مانند افسردگی، سردردهای میگرنی، بازتوانی پس از سکته مغزی، اسکیزوفرنی استفاده می‌شود. به نظر می‌رسد TDCS تا حدودی در درمان افسردگی مؤثر است. با این حال، هیچ مدرکی وجود ندارد که آن را برای تقویت شناختی در افراد سالم مفید دانسته باشد.
روش TDCS همان‌طور که به عنوان یک درمان تحریکی مغزی غیرتهاجمی، کاربردهای بالینی بیشتری پیدا میکند با موضوعات جدیدی نیز مواجه میشود. یکی از این موضوعات، مربوط به روششناسی آن میشود: اینکه چطور TDCS را در روانپزشکی عصبی استفاده کنیم حال آنکه این رشته از نظر تاریخی بر داروشناسی تکیه داشته‌است. همچنین اینکه چه رویکردهایی در طرح مطالعه به کار روند (دو راهه، سه راهه، عاملی و …)، روششناسی مطالعه (استفاده از پلاسبو، استفاده همزمان با دارو)، نیازمندیهای مربوط به نمونه (برای مثال اندازه نمونه، ملاک کفایت نمونه)، مداخلات (برای مثال جایگذاری الکترودها، مقدار و دوره تحریک و همچنین مقایسه با دارودرمانی)، نتایج و نیز ایمنی این درمان از جمله مواردی هستند که در زمینه کاربرد TDCS مطرح میشوند().